# Itaya Hiromasa

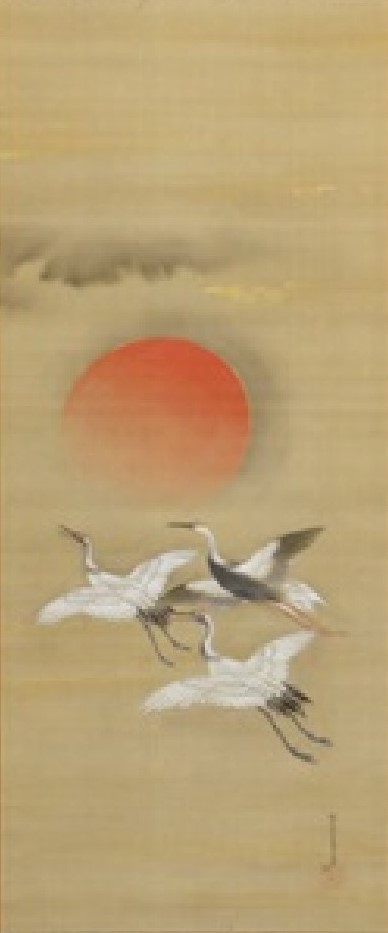
Drei Kraniche

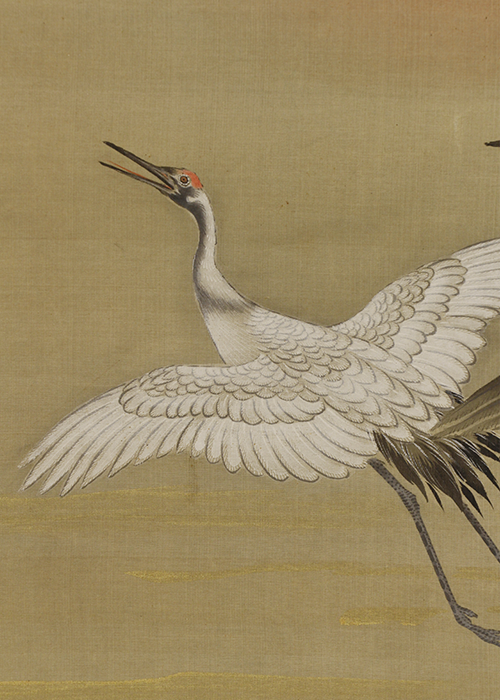
Drei Kraniche (Detail)

Itaya Hiromasa (japanisch 板谷 広当, bekannt auch als Itaya Keishū Hiromasa; geboren 1729; gestorben 10. Oktober 1797) war ein japanischer Maler der mittleren Edo-Zeit.

## Leben und Werk
Itaya Hiromasa schnitt seine Haare zur Tonsur und nannte sich „Keishū“ (慶舟). Ab 1795 nannte er sich zwar weiter „Keishū“, schrieb sich aber nun „桂舟“. Er studierte Malerei unter Sumiyoshi Hiromori (住吉 広守; 1705–1777), einem Maler der Yamato-e-Richtung. Ein weiterer Schüler des Sumiyoshi war Awataguchi Keiu (粟田口 慶羽; 1791–1821), der die Awataguchi-Schule begründete. Wie dieser begründete auch Keishū eine Schule, die Itaya-Schule.
Als Sumiyoshi Hiromori alt wurde und erkrankte, hatte er Schwierigkeiten, seine Familienlinie fortzusetzen. Er setzte Itaya vertretungsweise als Familienoberhaupt ein und überließ ihm sein Anwesen. Nach Hiromoris Ableben übernahm Hiromasa die Nachfolge und nannte sich „Sumiyoshi“. In der Nachfolge Sumiyoshis wurde er zum „Goyō Eishi“ (御用絵師) – also zum festangestellten Maler, in diesem Fall des Bakufu. Sein ältester Sohn Hiroyuki (広行) gab die Sumiyoshi-Nachfolge auf und nannte sich wieder Itaya.
Die Itaya arbeiteten weiter als „Goyō Eishi“. Es folgten Hironaga (広長; 1760–1814), Hirotaka (広隆; 1786–1831), dessen Söhne Hirotoshi (広寿; 1816–1836) und Hironobu (弘延; 1820–1859) und schließlich Hiroharu (広春). Nach der Meiji-Restauration 1868 lief dann das Nachfolge-System aus.